# 加藤可重
加藤 可重（かとう よししげ - 慶長9年（1604年）8月28日）は、戦国武将・熊本藩主加藤清正の重臣。近江出身。本姓は片岡。通称は初め清左衛門、のち右馬丞。父は片岡庄右衛門国秀。この近江片岡氏のルーツは、三河足助氏の一族で暦応年間（1338年 - 1341年）に足助範秀が足利将軍より近江国粟太郡片岡村（現滋賀県草津市片岡町）の地を拝領したことを機に、姓を片岡と改めたという。この範秀の8代孫が可重の父国秀とされるが、詳細は不明である。子に、加藤正方ら。

## 生涯
天正16年（1588年）、肥後半国19万石の大名となった加藤清正に付随して肥後に赴き、翌天正17年（1589年）には阿蘇郡1万石を与えられ、阿蘇内牧城を再整備し知行支配を行った。
慶長9年（1604年）8月28日没。阿蘇市内牧浄信寺と八代市本町の浄信寺が菩提寺となっており、内牧では今も「右馬丞さん」として親しまれている。墓所は阿蘇市小里湯山（はな阿蘇美の近く）。大きな杉が菩提樹として残っており、その入り口階段右手には福の神大黒天が祀ってある。